# Daddy DJ
Daddy DJ est un groupe de musique électronique français, constitué de trois musiciens : David Le Roy (chant), Charles Merkiled (DJ jusqu'en 2007) et Jean-Christophe Belval (synthétiseur et Logic Pro). Il fut révélé en 2001 grâce au titre Daddy DJ, single à succès international, extrait de son premier album Let Your Body Talk. Après avoir produit des remixes pour une multitude d'artistes sous les pseudonymes J&B ou encore G-Box, le groupe revient sous le pseudonyme Life Quest en publiant le single Love.
En 2012, il publie un second album intitulé Folder, comprenant les singles Perfect Day, Crying, In My Head, Funk You et Free Your Mind. En 2015, Daddy DJ sort une version deluxe de son second album Folder, incluant de nombreux titres bonus et des remixes.

## Biographie

### Débuts et succès international (1999—2001)
En 1999, JC Belval remixe sous le pseudonyme J&B, le titre Maria, inclus dans l'album No Exit du groupe américain Blondie et Second Floor de la chanteuse néerlandaise Edsilia Rombley.
Le 27 novembre 2000, le groupe publie sous le pseudonyme de Daddy DJ, son premier single Daddy DJ, qui s'érige dans le top 10 de plusieurs pays européens comme l'Autriche, l'Allemagne et l'Espagne. Il atteint le top 3 des meilleures ventes de singles en Danemark, Finlande et France, mais se classe surtout à la 1re place des meilleures ventes de singles en Belgique (Wallonie), Norvège et Suède. Daddy DJ a été composée en une nuit par David Le Roy et Jean-Christophe Belval. David Le Roy fut l'élève, pendant trois ans, de Jean-Christophe Belval à la section son de l'ESRA, une école de cinéma. La même année, il remixe sous pseudonyme de J&B, le single à succès international The Riddle du DJ italien Gigi D'Agostino, ainsi que le titre Give It Up de XX Sound System. Le groupe remixe aussi le titre Stealing Around du DJ Rogerinho, sous le pseudonyme de G-Box.
Le 9 mai 2001, parait un second single nommé The Girl in Red, qui s'érige dans le top 20 en Finlande, Suède et en Norvège. Le single atteint le top 10 en Belgique, Danemark et France. En parallèle, le groupe remixe le titre Look at Us de Sarina Paris, sous le pseudonyme de Daddy DJ. Il remixe également sous les pseudonymes de G-Box et de J&B, le single Something du groupe belge Lasgo, versions trouvables exclusivement sur le vinyle français. Le 29 octobre 2001, un troisième single dénommé Over You est commercialisé. Il s'installe dans le top 50 de nombreux pays européens et émerge à la 29e meilleure place en France. Le 29 octobre 2001, le groupe publie son premier album intitulé Let Your Body Talk, qui comprend les trois singles : Daddy DJ, The Girl in Red et Over You. L'album atteint la 43e meilleure position du top album en France.

### Pause et autres projets (2002—2008)
Après ce succès, le groupe se concentre sur d'autres expériences musicales comme les remixes pour d'autres artistes. Ainsi, sous le pseudonyme de G-Box, il remixe en 2002, les singles à succès J'ai besoin d'amour de Lorie et I'm Sorry du groupe français Just A Man ou encore You Don't Expect That de Billy Crawford en 2003.
En 2006, le groupe propose le single Love sous le pseudonyme Life Quest, qui s'érige à la 63e place du top single en France. En 2007, Charles Merkiled quitte le groupe. Le 21 janvier 2008, de nombreux extraits de chansons sont publiés en une seule piste intitulée Rock Machine via la chaine officielle Daddy DJ.

### Retour etFolder(depuis 2009)
Le 3 novembre 2009, Daddy DJ publie le single promotionnel Everyday.
Le 31 mars 2010, le single Perfect Day est dévoilé. Le 10 décembre 2012, le groupe sort son second opus intitulé Folder, qui contient les singles Perfect Day, Crying, In My Head, Funk You et Free Your Mind. Le 13 mai 2013, le single Crying est alors publié comme premier extrait de l'album Folder. Le 26 août 2013, le second extrait de l'album Folder intitulé In My Head, est commercialisé. Le 9 décembre 2013, le troisième single Funk You, est révélé. Le 19 mai 2014, le groupe édite une quatrième chanson, nommée Free Your Mind.
Le 23 février 2015, Daddy DJ sort une édition collector de son second opus Folder, incluant de nombreux titres bonus et des remixes. À noter que les trois 1ers vidéoclips : Daddy DJ, The Girl in Red et Over You, ne sont pas inclus dans la chaine officielle YouTube du groupe et qu'aucun vidéoclip illustrant les derniers singles sortis depuis 2009, n'ont été tournés.

### Rendez-vous(2023)
Le groupe annonce son retour pour un album de collaborations. Le premier titre de ce nouvel opus sort le 10 mars 2023 en duo avec le groupe Lunis intitulé Issues.

## Discographie

### Albums studio
| Année | Titre              | Positions | Positions | Positions | Positions |
| Année | Titre              | FRA       | FIN       | SUÈ       | SUI       |
| ----- | ------------------ | --------- | --------- | --------- | --------- |
| 2001  | Let Your Body Talk | 43        | 22        | 60        | 70        |
| 2012  | Folder             | –         | –         | –         | –         |
| 2024  | Rendez-Vous        | –         | –         | –         | –         |

### Singles
| Année | Titre                                           | Positions | Positions | Positions | Positions | Positions | Positions | Positions | Positions | Positions | Positions | Positions | Album              |
| Année | Titre                                           | FRA       | ALL       | AUT       | BEL (FLA) | BEL (WAL) | DAN       | FIN       | NOR       | P-B.      | SUÈ       | SUI       | Album              |
| ----- | ----------------------------------------------- | --------- | --------- | --------- | --------- | --------- | --------- | --------- | --------- | --------- | --------- | --------- | ------------------ |
| 2000  | Daddy DJ                                        | 2         | 7         | 8         | 8         | 1         | 2         | 3         | 1         | 7         | 1         | 22        | Let Your Body Talk |
| 2001  | The Girl in Red                                 | 10        | –         | –         | –         | 10        | 9         | 12        | 17        | –         | 18        | 41        | Let Your Body Talk |
| 2002  | Over You                                        | 29        | 79        | 49        | –         | 33        | –         | –         | –         | 60        | 43        | 96        | Let Your Body Talk |
| 2006  | Love (sous le pseudonyme de Life Quest)         | 63        | –         | –         | –         | –         | –         | –         | –         | –         | –         | –         |                    |
| 2010  | Perfect Day                                     | –         | –         | –         | –         | –         | –         | –         | –         | –         | –         | –         | Folder             |
| 2013  | Crying                                          | –         | –         | –         | –         | –         | –         | –         | –         | –         | –         | –         | Folder             |
| 2013  | In My Head                                      | –         | –         | –         | –         | –         | –         | –         | –         | –         | –         | –         | Folder             |
| 2013  | Funk You                                        | –         | –         | –         | –         | –         | –         | –         | –         | –         | –         | –         | Folder             |
| 2014  | Free Your Mind                                  | –         | –         | –         | –         | –         | –         | –         | –         | –         | –         | –         | Folder             |
| 2022  | We Could Be Together (avec Gabry Ponte & LUM!X) | 96        | –         | –         | 27        | –         | –         | –         | –         | 34        | –         | –         |                    |
| 2023  | Issues (feat. Lunis)                            | –         | –         | –         | –         | –         | –         | –         | –         | –         | –         | –         | Rendez-Vous        |

## Remixes pour d'autres artistes

### Sous Daddy DJ
- 2001 : Sarina Paris - Look at Us (Daddy DJ Remix)

### Sous G-Box
- 2000 : DJ Rogerinho - Stealing Around (G-Box 2 Step Remix)
- 2000 : XX Sound System - Make Me Happy (G-Box Remix)
- 2001 : Lasgo - Something (G-Box Remix)
- 2002 : Lorie - J'ai besoin d'amour (G-Box Fortress Mix)
- 2002 : Just A Man - I'm Sorry (G-Box Garage Club Mix)
- 2003 : Billy Crawford - You Don't Expect That (G-Box Klub Mix)
- 2003 : Diego Modena - Taconeo (DJ Charly vs. G-Box Club Mix)

### Sous J&B (Jean-Christophe Belval seul)
- 1999 : Blondie - Maria (J&B Remix)
- 1999 : Edsilia - Second Floor (J&B Remix Club)
- 2000 : DJ Fou - Donne Moi Le Tempo (J&B Club Remix)
- 2000 : Privilege - Make Me Happy (J&B Happy Trance Remix)
- 2000 : Gigi D'Agostino - The Riddle (J&B Original Dub Mix / J&B Original Trance Mix)
- 2000 : XX Sound System - Give It Up (J&B Trance Remix)
- 2001 : Lasgo - Something (J&B Remix Club)
- 2005 : I.S.O. - Invisible Sun Odyssey (J&B Remix)

## Dans la culture populaire
La mélodie de la chanson Daddy DJ, est tellement devenue populaire, que plusieurs artistes ont repris la chanson : le DJ australien DJ S3RL pour Pretty Rave Girl, le DJ suédois Basshunter avec Vi sitter i Ventrilo och spelar DotA en 2006 et All I Ever Wanted en 2008. La grenouille fictive Crazy Frog la reprend et la sort en single en 2009. Sa version s'érige à la 4e place des meilleures ventes de singles en France et atteint la 14e place des ventes de singles européens. En 2013, le DJ allemand Max K sample la chanson sur son single Take It to the Limit. En 2014, le chanteur Black M la reprend avec son single Sur ma route, qui atteint la 1re place des singles en France et la 2e place en Belgique (Wallonie). En 2022, le DJ italien Gabry Ponte et le DJ autrichien LUM!X reprennent la mélodie sur leur single We Could Be Together, sur lequel Daddy DJ est crédité comme co-interprète.